# The Killing Jar (film)
Pour les articles homonymes, voir The Killing Jar.
Pour plus de détails, voir Fiche technique et Distribution.
The Killing Jar est un thriller américain réalisé par Mark Young en 2010.

## Synopsis
Dans un petit restaurant aux bords d'une route éloignée, un homme armé prend en otage les clients. Petit à petit les clients s'aperçoivent que l'un des otages pourrait être plus dangereux que le ravisseur lui-même.

## Fiche technique
- Réalisation, scénario et montage : Mark Young
- Musique : Elia Cmiral
- Date de sortie : janvier 2010

## Distribution
- Amber Benson : Noreen
- Michael Madsen : Doe
- Harold Perrineau : John
- Kevin Gage : Hank
- Lew Temple : Lonnie
- Danny Trejo : Jimmy
- Jake Busey : Greene
- Talan Torriero : Billy
- Lindsey Axelsson : Starr